# Sabino (steamer)
Pour les articles homonymes, voir Sabino (homonymie).
Le Sabino est un steamer à passagers construit en 1908. Il est l'un des deux seuls survivants de la Mosquito Fleet de la côte est américaine.
Il a rejoint le musée Mystic Seaport à Mystic (Connecticut) en 1975. Il est inscrit au National Historic Landmark depuis 1992.

## Histoire
Ce bateau à vapeur est sorti du chantier naval de W. Irving Adams de Boothbay dans le Maine, sous le nom de Tourist, le 7 mai 1908. Il a commencé sa carrière comme ferry de la Damariscotta Steamboat Co. sur la rivière Damariscotta dans l'état du Maine.
En 1921, il a été vendu à la Popham Beach Steamboat Co. sur la rivière Kennebec du même État. Il prit le nom de Sabino en l'honneur d'un Indien sagamore Abénaquis du nom de Sabenoa.
En 1927 le Sabino est racheté par le Cape Shore Ferry Co., société basée à Portland. Il convoie ses passagers vers les nombreuses îles de la baie de Casco dans le Golfe du Maine. Des flotteurs lui furent ajoutés dès 1928 pour assurer une meilleure stabilité en mer.
Il est revendu, en 1935, à la Casco Bay Lines qui assure le même service. Après quelques années de service, il est mis en réserve de la flotte pour cause de vétusté. Il assurera quelques services réguliers de traversier à partir de 1956.
En 1958, le Sabino est vendu à Red Slavit, puis à Philippe Corbin. Son nouveau propriétaire passe beaucoup de temps à sa réparation et obtient un certificat de navigation auprès de l’US Coast Guard.
En 1971, il est de nouveau exploité sur le Merrimack dans le Massachusetts.
En 1975, le Sabino est loué pour un an au Mystic Seaport pour savoir si un steamer peut intéresser le Museum.
Devenant vite une attraction populaire, il est acheté par le Museum, et restauré à l'identique. Il assure toujours quotidiennement des sorties touristiques sur la Mystic River.
En 2008, le Sabino a fêté son 100e anniversaire.